# إلهام عبد النعيم
إلهام عبد النعيم (مواليد 26 سبتمبر 1994) هي لاعبة كرة قدم نسائية مصرية في مركز حارس المرمى. شاركت مع منتخب مصر للسيدات في كأس أمم أفريقيا لكرة القدم للسيدات 2016. وعلى مستوى الأندية، تلعب مع نادي الطيران.